# Cattedrale di Coventry

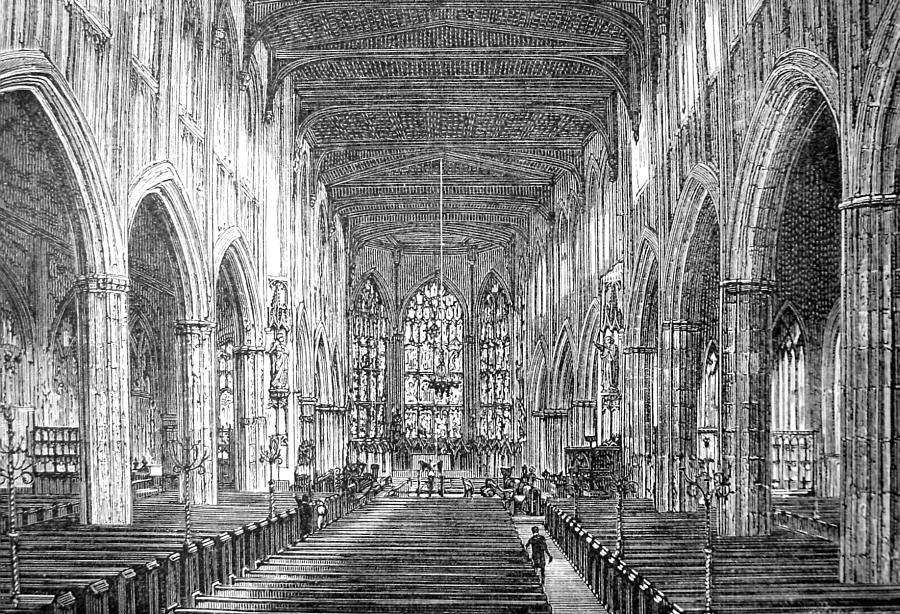
L'interno della vecchia cattedrale, 1891

La cattedrale di Coventry (in inglese Coventry Cathedral), o cattedrale di San Michele (in inglese Cathedral Church of St Michael) è un edificio di culto anglicano che si trova a Coventry, nel Regno Unito.
Essa è sede del vescovado e della diocesi omonima.
L'edificio della cattedrale attuale risale ai primi anni cinquanta del XX secolo a opera di Basil Spence, l'architetto che ne guidò la ricostruzione dopo i bombardamenti che la città dovette subìre per mano nazista durante la seconda guerra mondiale.
Le due precedenti costruzioni erano un monastero intitolato a Maria, del quale rimangono solo ruderi, e una chiesa gotica del XIV secolo intitolata a Michele Arcangelo, semidistrutta dai citati bombardamenti.

## Priorato di Santa Maria
La prima cattedrale di Coventry fu il priorato e cattedrale di Santa Maria, dal 1095 al 1102, quando Robert de Limesey spostò la sede del vescovado da Lichfield a Coventry, fino al 1539 quando il re Enrico VIII fece sciogliere i monasteri. Prima del 1095, era un piccolo monastero benedettino (concesso da Leofrico di Coventry, Edith di Mercia e Lady Godiva nel 1043), Poco dopo il 1095 ricomincia la costruzione e a metà del XIII secolo era una cattedrale di 142 yards di lunghezza e includeva molti grandi edifici annessi. Leofrico era probabilmente sepolto nell'originale chiesa Sassone. Però, alcuni documenti suggeriscono che Godiva fu sepolta nell'Abbazia di Evesham, a fianco del suo padre confessore, Priore Aefic.

## Cattedrale di San Michele

### Prima struttura

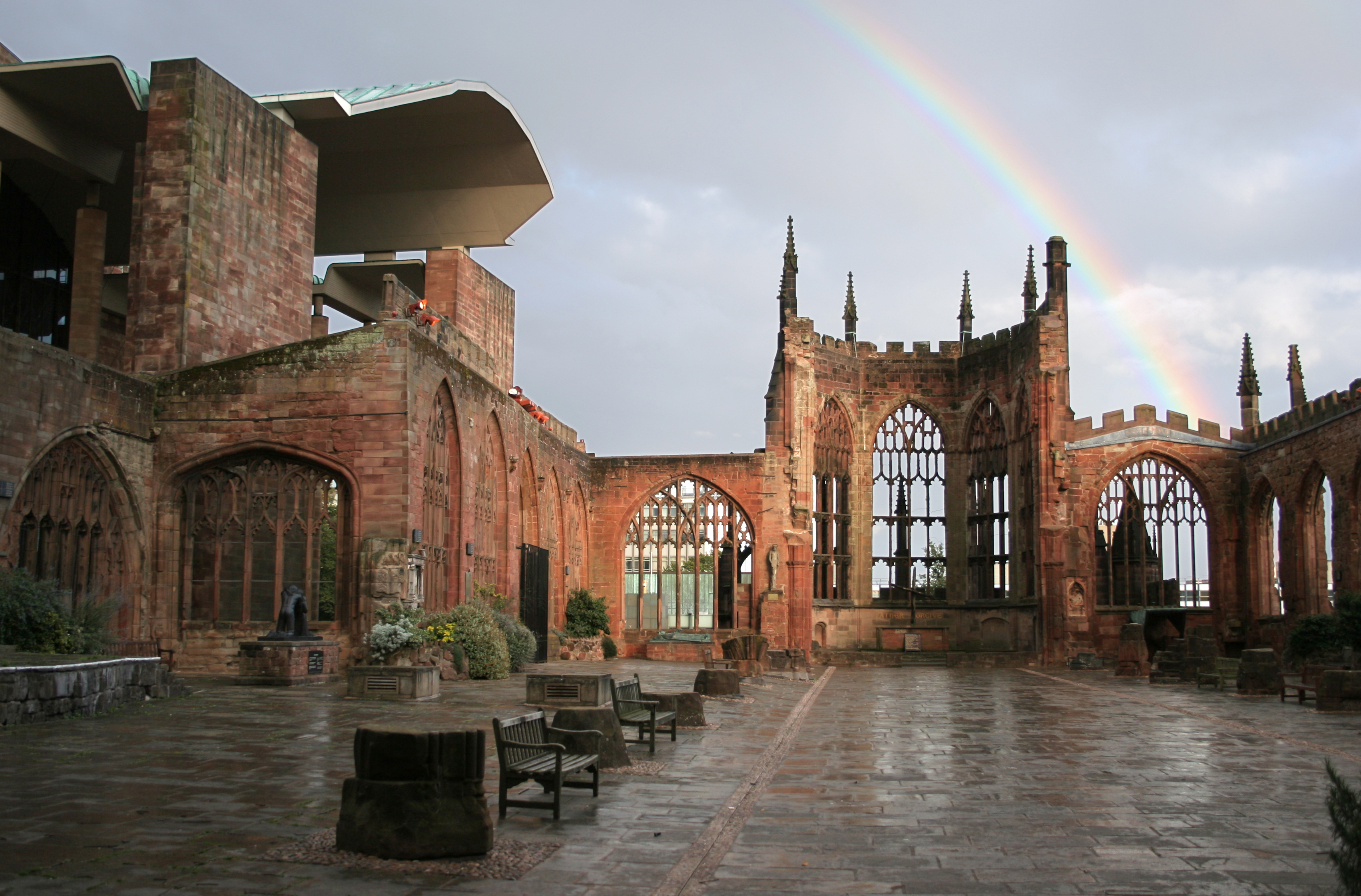
Le rovine della vecchia cattedrale senza il tetto

La chiesa di San Michele fu in gran parte costruita tra la fine del XIV secolo e gli inizi del XV secolo. Era una delle parrocchie più grandi in Inghilterra quando, nel 1918, quando venne elevata Cattedrale con la creazione della Diocesi di Coventry. Di questa cattedrale di San Michele rimangono solo le rovine, venne distrutta quasi completamente durante il bombardamento di Coventry il 14 novembre 1940 dalla Luftwaffe tedesca. Solo la torre, le guglie, il muro esterno, l'effigie in bronzo e la tomba del primo vescovo, Huyshe Yeatman-Biggs, sopravvissero. Le rovine di questa cattedrale sono sconsacrate e sono elencate di Primo grado. In seguito ai bombardamenti della cattedrale medievale nel 1940, il Rettore Richard Howard pronunciò le parole "Padre Perdona" scritte sul muro dietro all'altare delle rovine. La guglia raggiunge i 90 m (295 ft) ed è la struttura più alta della città. È anche la terza guglia di cattedrale per altezza in Inghilterra, solo le cattedrali di Salisbury e Norwich sono più alte.

### Struttura attuale

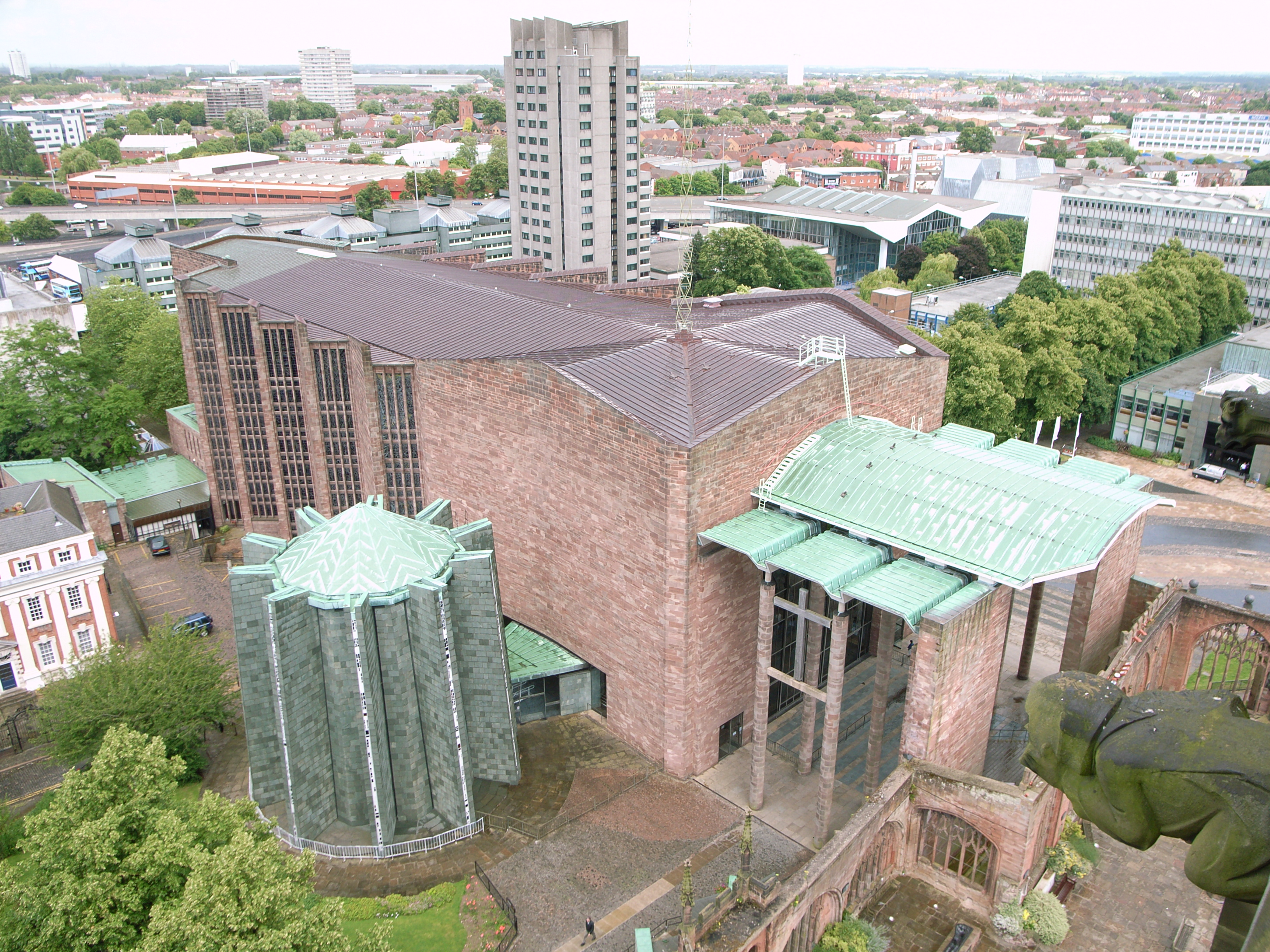
La nuova cattedrale vista dalla Torre della vecchia cattedrale

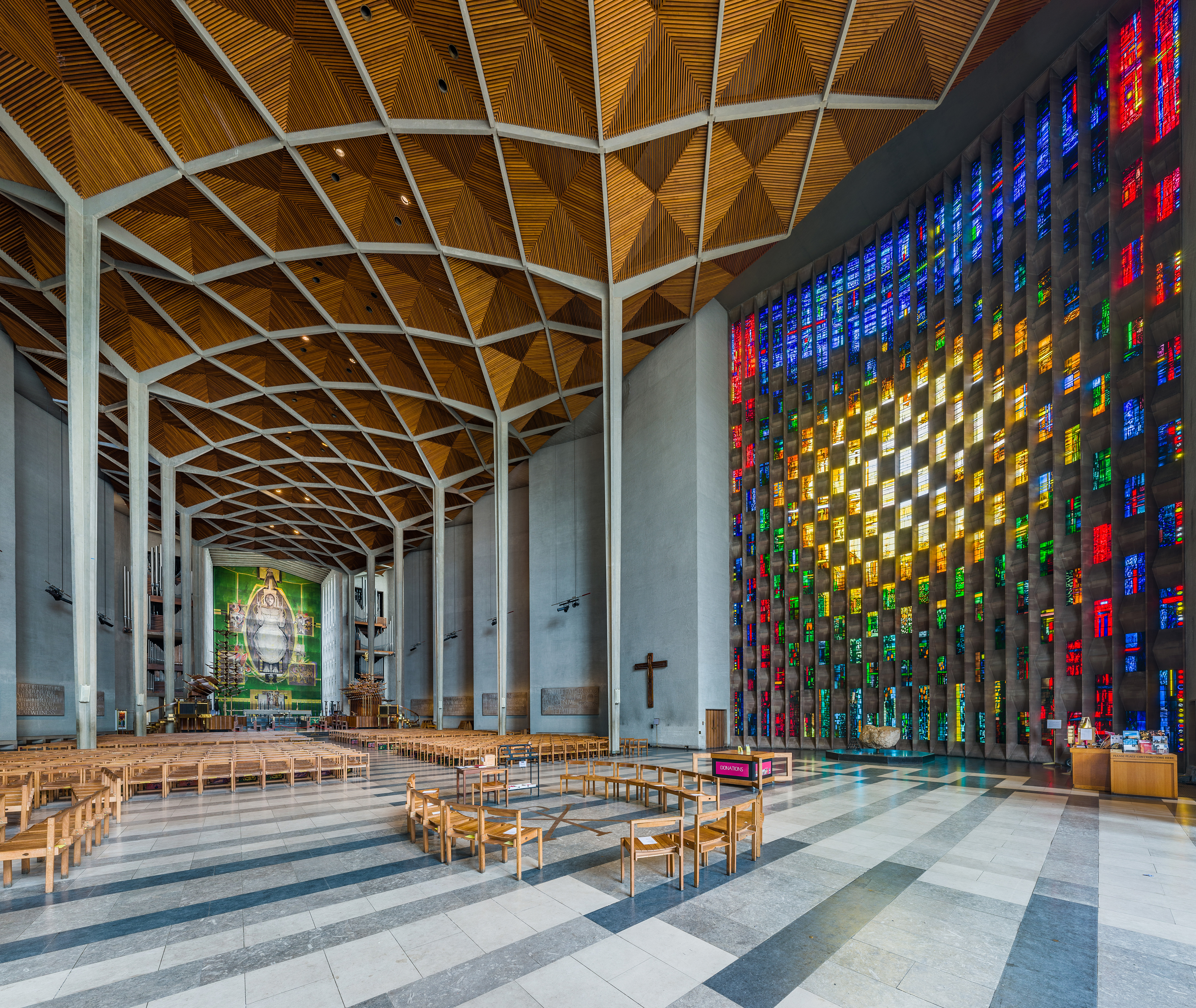
L'interno della nuova cattedrale

L'attuale cattedrale di San Michele, costruita vicino ai resti di quella vecchia, è stata disegnata da Basil Spence e Arup, costruita da John Laing ed è inserita nell'elenco di costruzioni di Grado I.
La scelta di Spence per i lavori è il risultato di un concorso bandito nel 1950 per selezionare un architetto per la nuova Cattedrale di Coventry; il suo progetto venne scelto tra oltre duecento sottoposti.
Spence (poi nominato cavaliere per questo lavoro) ha insistito che invece di ricostruire la vecchia cattedrale ne fosse costruita una nuova vicino, in modo da lasciare una testimonianza del passato. [10]. L'uso dell'arenaria di Hollingtone per la nuova Cattedrale di Coventry serve a fornire un elemento di continuità tra i due edifici.
La prima pietra della cattedrale è stata posata da Elisabetta II il 23 marzo 1956. La guglia non convenzionale (noto come Flèche) è alta 80 piedi (24 m) ed è stata posata sul tetto piatto da un elicottero, pilotato dal Comandante John Dowling nell'aprile 1962.
La cattedrale venne consacrata il 25 maggio 1962, e l'opera War Requiem di Benjamin Britten, composta per l'occasione, è stata eseguita nella cattedrale il 30 maggio.
Il progetto moderno della cattedrale ha causato molte discussioni, ma quando venne aperta al pubblico divenne rapidamente un simbolo popolarissimo della riconciliazione del dopoguerra britannico. L'interno è notevole per il suo enorme arazzo (pensato per essere il più grande del mondo) di Cristo, disegnato da Graham Sutherland, la scultura emotiva della Mater Dolorosa di John Bridgeman, e la vetrata del Battistero di John Piper con un disegno astratto che occupa l'intera altezza del Battistero, che comprende 195 tessere, che vanno dal bianco a colori profondi. Le vetrate della navata sono di Lawrence Lee, Keith New e Geoffrey Clarke. Il concetto di Spence per le vetrate della navata era che le coppie di opposti rappresentassero un modello di crescita dalla nascita alla vecchiaia, culminante nella gloria celeste vicino all'altare - da un lato rappresenta ciò che è umano, dall'altro lato, il Divino. Anche degna di nota è la Grande Vetrata Occidentale conosciuta come lo schermo dei Santi e degli Angeli, inciso direttamente sullo schermo in stile impressionista da John Hutton. Anche se denominata Vetrata Occidentale, è l'Ovest liturgico di fronte all'altare che è tradizionalmente all'estremità orientale. In questa cattedrale l'altare è a Nord. La prima pietra, i dieci pannelli di pietra incastonati nelle pareti della cattedrale chiamati le Tavole della Parola, e il fonte battesimale sono stati disegnati e scolpiti dallo scultore tedesco emigrato Ralph Beyer.

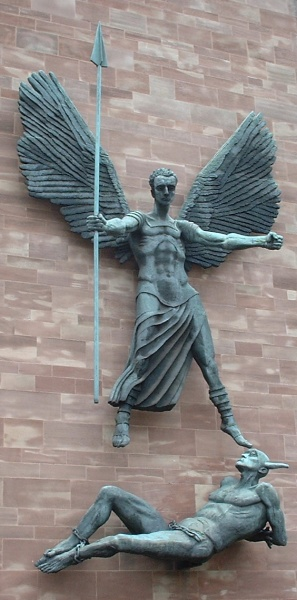
La Vittoria di San Michele sul demonio, una scultura di Jacob Epstein.

## Accentuazione teologica
Siccome la cattedrale è stata costruita sul sito di un monastero benedettino, c'è sempre stata una influenza benedettina nella comunità della cattedrale. Parte del personale della cattedrale sono Benedettini laici e vengono organizzati ritiri a Burford Priory. Dall'apertura della nuova cattedrale nel 1962 vi è stata una leggera enfasi evangelica. Questa è stata rinforzata dall'ex Arciprete, John Irvine, che è stato coinvolto nella creazione dell'Alpha Course e in precedenza ha servita l'Holy Trinity Brompton, è stato anche vicario della prima chiesa Brompton, St Barnabas, Kensington. La cattedrale pone un forte accento sulla Bibbia e si propone di essere un centro per la buona predicazione e la formazione per la diocesi. Si tengono regolarmente eventi come ad esempio il giorno dell'Innovativo Spirito di vita dove oltre 2.000 residenti vengono incoraggiati ad esplorare la loro fede in Dio attraverso la spiritualità cristiana.
La cattedrale è anche conosciuta per l'innovazione nei suoi servizi. Oltre ai tradizionali servizi (la domenica, Cattedrale Eucaristica alle 10:30 e Corale Evensong alle 16:00), c'è un servizio alle 18:30 di domenica con musica contemporanea, dove un ministro predica e invita alla preghiera. I Cathedral Youth Work gestiscono la Goth church and Urban Church altre congregazioni per giovani locali, un gruppo di equipaggiamento giovani lavoratori all'interno delle chiese di Coventry e ad altri gruppi che collaborano. Continua ad esserci una forte influenza della teologia nella riconciliazione (entrambi verticali: riconciliare le persone con Dio; e orizzontali: riconciliare i singoli e i gruppi). Questo è presente in tutto il ministero della cattedrale ma si può vedere più chiaramente nell'International Centre for Reconciliation e nell'International Network of Communities of the Cross of Nails. Il lavoro di riconciliazione esiste localmente nelle chiese di riconciliazione e gruppi comunitari ma anche internazionalmente (prevalentemente in Medio Oriente e in Africa centrale) lavorando con i terroristi e dittatori così come con chiese locali, tribù e bande.
Justin Welby (poi canonico della cattedrale) stabilì un giorno per i genitori in lutto nella cattedrale dopo la morte di sua figlia. Adesso c'è un servizio annuale di commemorazione per i bambini morti. Un libro con i nomi dei bambini è in mostra nella cattedrale e chi ha perso un figlio può chiedere che il nome del loro bambino sia aggiunto al libro.

## La Croce Carbonizzata e la Croce di Chiodi

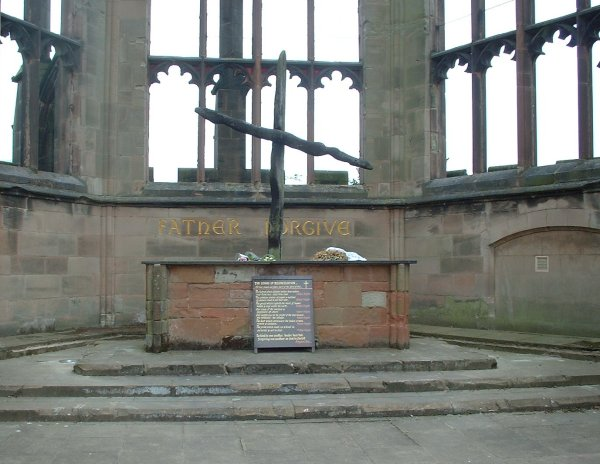
Croce carbonizzata

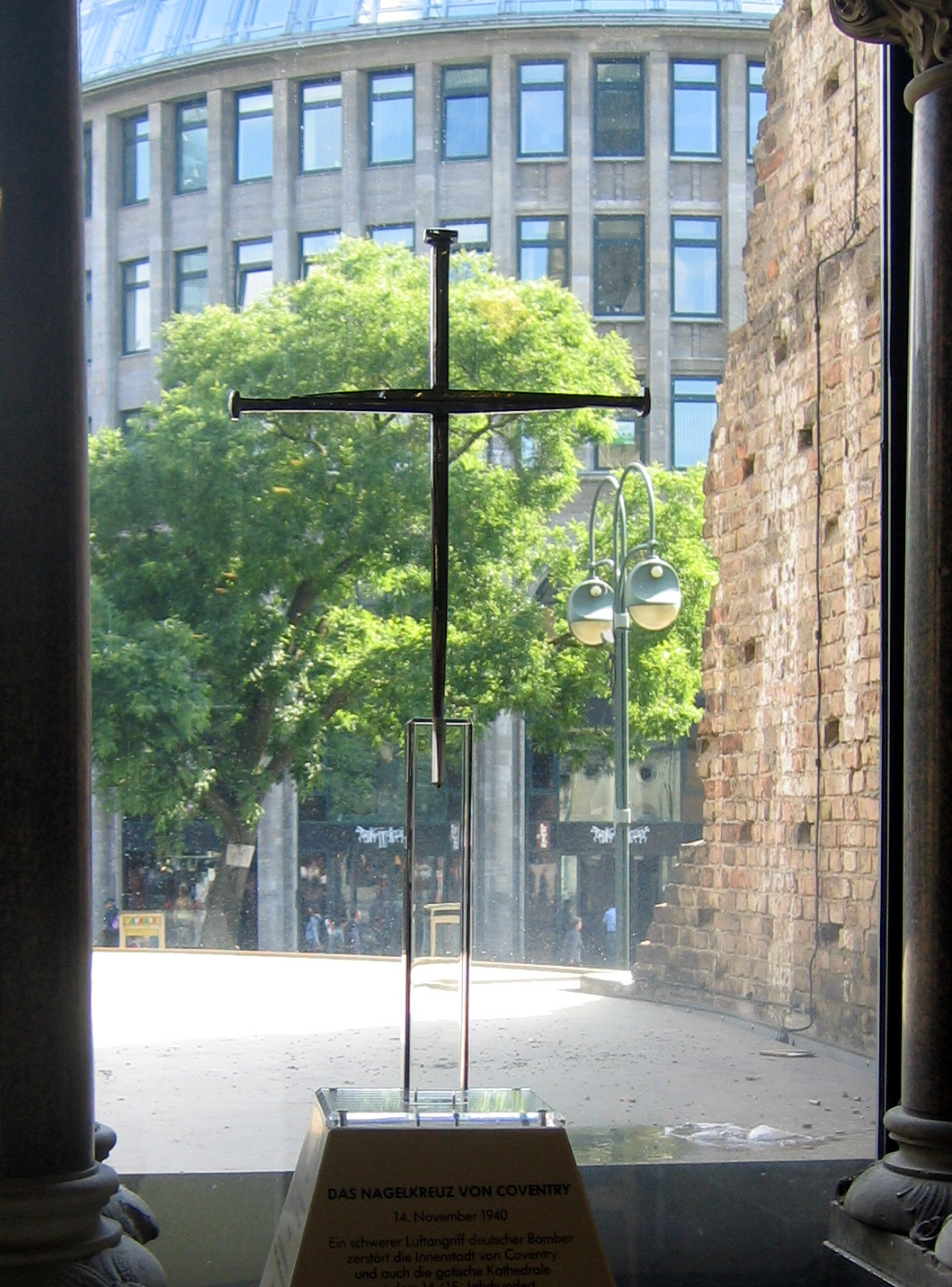
Croce di chiodi donata al
Kaiser Wilhelm Memorial Church

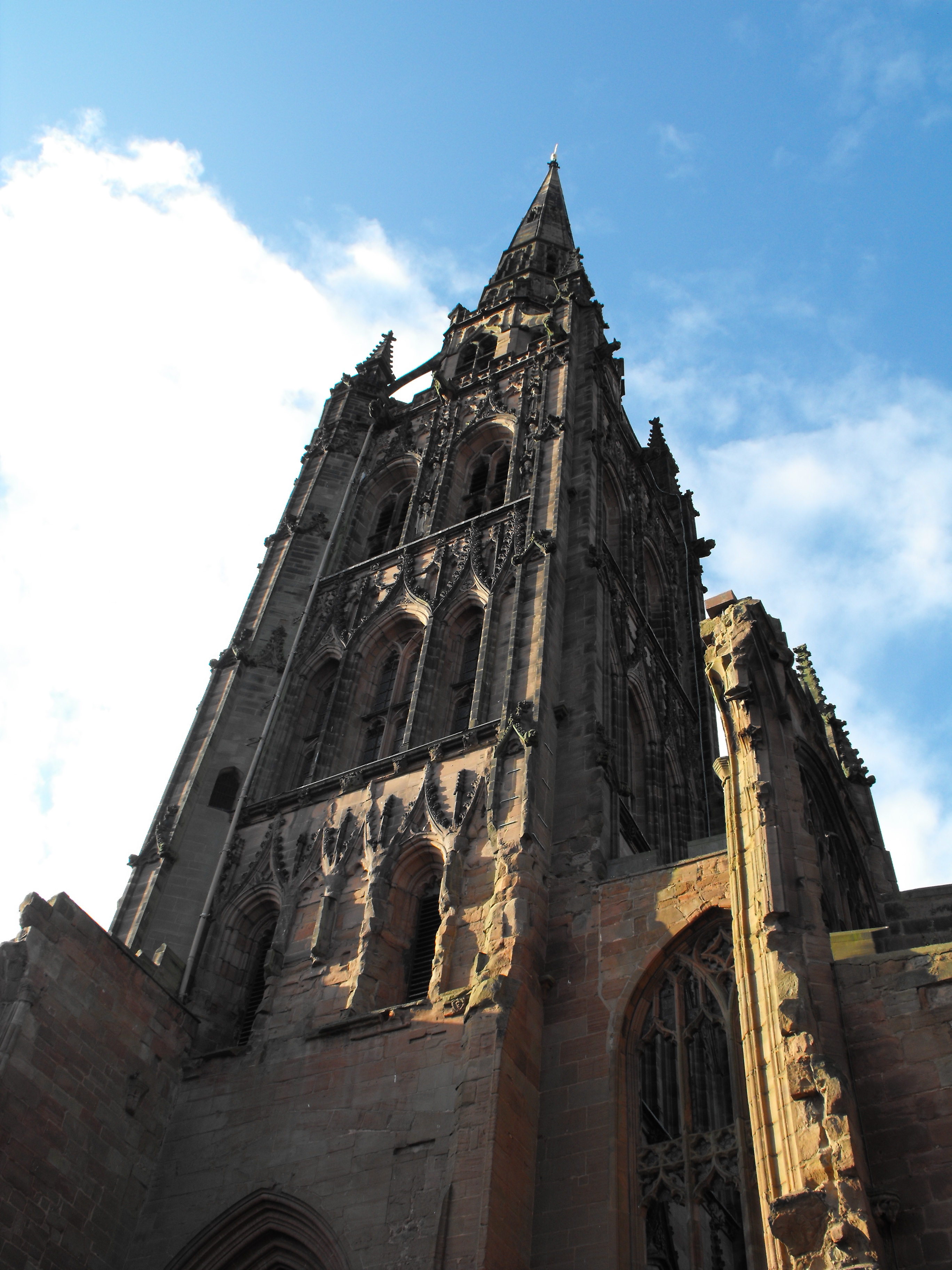
Ciò che rimane della guglia originale della Cattedrale di San Michele

La Croce Carbonizzata e la Croce di Chiodi sono state create dopo che la cattedrale fu bombardata durante il Bombardamento di Coventry nella Seconda Guerra Mondiale. Lo scalpellino della cattedrale, Jock Forbes, vide due travi di legno che giacevano a forma di Croce e le legò assieme. Una replica della Croce Carbonizzata costruita nel 1964 ha rimpiazzato l'originale nelle rovine della vecchia cattedrale su un altare delle macerie. L'originale è oggi conservato sulle scale che collegano la cattedrale con St Michael's Hall.
La Croce di Chiodi è composta da tre chiodi delle capriate del tetto della cattedrale, l'autore è Provost Richard Howard della Cattedrale di Coventry. Venne poi trasferita nella nuova cattedrale, dove è stato messo al centro dell'altare. È diventato simbolo di pace e di riconciliazione nel mondo. Ci sono oltre 160 Croci di Chiodi nel mondo, tutte fatte con tre chiodi dei resti della cattedrale, simili all'originale. Essi sono coordinati dal Centro Internazionale per la Riconciliazione.
Uno dei crocefissi fatti di chiodi della Vecchia Cattedrale è stato donato al Kaiser-Wilhelm-Gedächtniskirche di Berlino, che fu distrutto dai bombardamenti Alleati ed è anch'esso rimasto un rudere vicino alla nuova costituzione. Una copia della Croce di Chiodi è stata anche donata alla Cappella della Riconciliazione (Kapelle der Versöhnung) che fa parte del memoriale del Muro di Berlino. Una copia della Madonna di Stalingrado di Kurt Reuber dipinta nel 1942 a Stalingrado (adesso Volgograd) è esposta nelle cattedrali di queste tre città (Berlino, Coventry e Volgograd) come segno di riconciliazione fra tre nazioni che erano nemiche.
Una croce medievale di chiodi è stato portata a bordo di tutte le navi da guerra inglesi che successivamente portarono il nome di HMS Coventry.[16]La croce di chiodi era a bordo della Type 42 Coventry quando è stata affondata da un'azione nemica nella guerra delle Falkland. La Croce venne salvata da alcuni sommozzatori della Royal Navy, e portata alla Cattedrale dal Capitano della nave e da alcuni colleghi. La croce è stata successivamente presentata a Coventry nel 1988 infine quando venne dismessa nel 2002, è poi al HMS Diamond, che è affiliata alla Coventry, durante la cerimonia di messa in servizio il 6 maggio 2011 dal Capitano David Hart-Dyke, il comandante della Coventry quando fu affondata.
.
Un documentario del 1962 della BBC intitolato Atto di Fede sulla Cattedrale di Coventry, la sua distruzione e ricostruzione, narrato da Leo Genn, venne trasmesso sulla televisione Inglese.

## Musica
Il precentore della Nuova Cattedrale di Coventry al momento dell'inaugurazione era Joseph Poole. Il servizio è stato trasmesso e visto da molti.

### Organo
La cattedrale ha un organo a canne della Harrison & Harrison del 1962. Una specifica dell'organo può essere trovato sulla National Pipe Organ Register.

### Direttori Musicali
| Anno       | Nome |
| ---------- | --- |
| circa 1505 | John Gylbard |
| 1733–1749  | Thomas Deane |
| 1750–1790  | Capel Bond |
| 1790–1818  | ??? Woodroffe |
| 1828–1885  | Edward Simms |
| 1886–1892  | Herbert Brewer |
| 1892–1898  | Harry Crane Perrin (in seguito organista della Cattedrale di Canterbury)                                                      |
| 1898       | Walter Hoyle (primo organista della cattedrale)                                                                               |
| 1928       | Harold Rhodes |
| 1933       | Alan Stephenson |
| 1961       | David Foster Lepine |
| 1972       | Robert Weddle |
| 1977       | Ian Little |
| 1984       | Paul Leddington Wright |
| 1995       | David Poulter (successivamente organista della Cattedrale di Chester e Direttore di Musica presso la Cattedrale di Liverpool) |
| 1997       | Rupert Jeffcoat (successivamente direttore di musica e organista presso la Cattedrale di Brisbane)                            |
| 2005       | Alistair Reid direttore ad interim della musica)                                                                              |
| 2006       | Kerry Beaumont |

## Decani e Canonici
- Decano – John Witcombe (dal 19 January 2013)
- Canonico Precentore e Vice-Decano – David Stone (dal 5 September 2010)[20]
- Canonico Pastore – Kathryn Fleming (dal 31 May 2014)
- Canonico per la Riconciliazione – Sarah Hills (dal 14 September 2014)

Canonici Onorari

## Sepolture
- Gerard la Pucelle, Vescovo cattolico di Coventry (1183–84)
- Huyshe Yeatman-Biggs, Vescovo di Coventry (1918–22) – un'effigie di bronzo, commissionata da Hamo Thornycroft, è l'unico artefatto che sopravvisse ai bombardamenti di Coventry nel 1940

## Galleria d'immagini

Cattedrale di Coventry
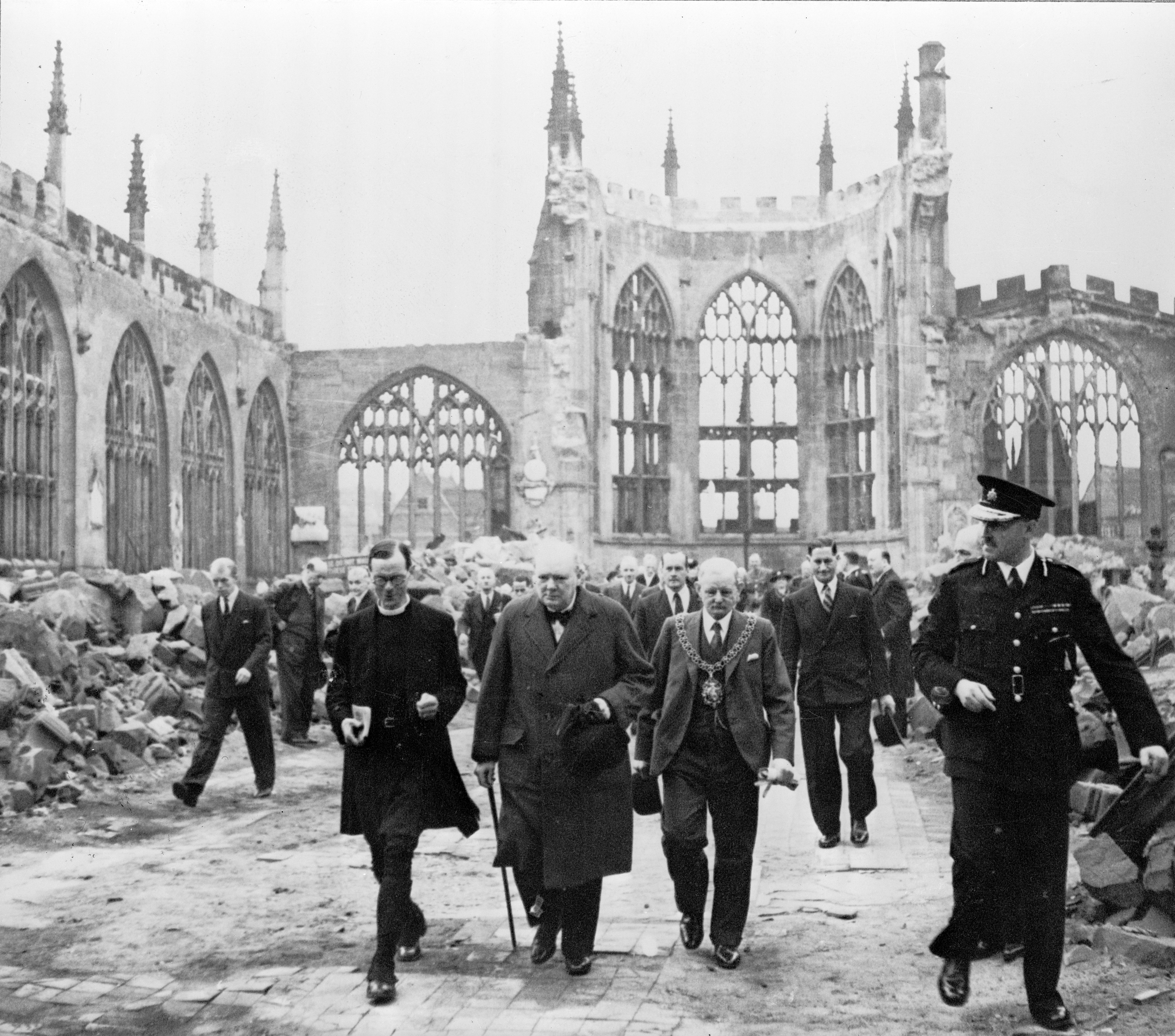
Winston Churchill visita i resti della vecchia cattedrale nel 1941
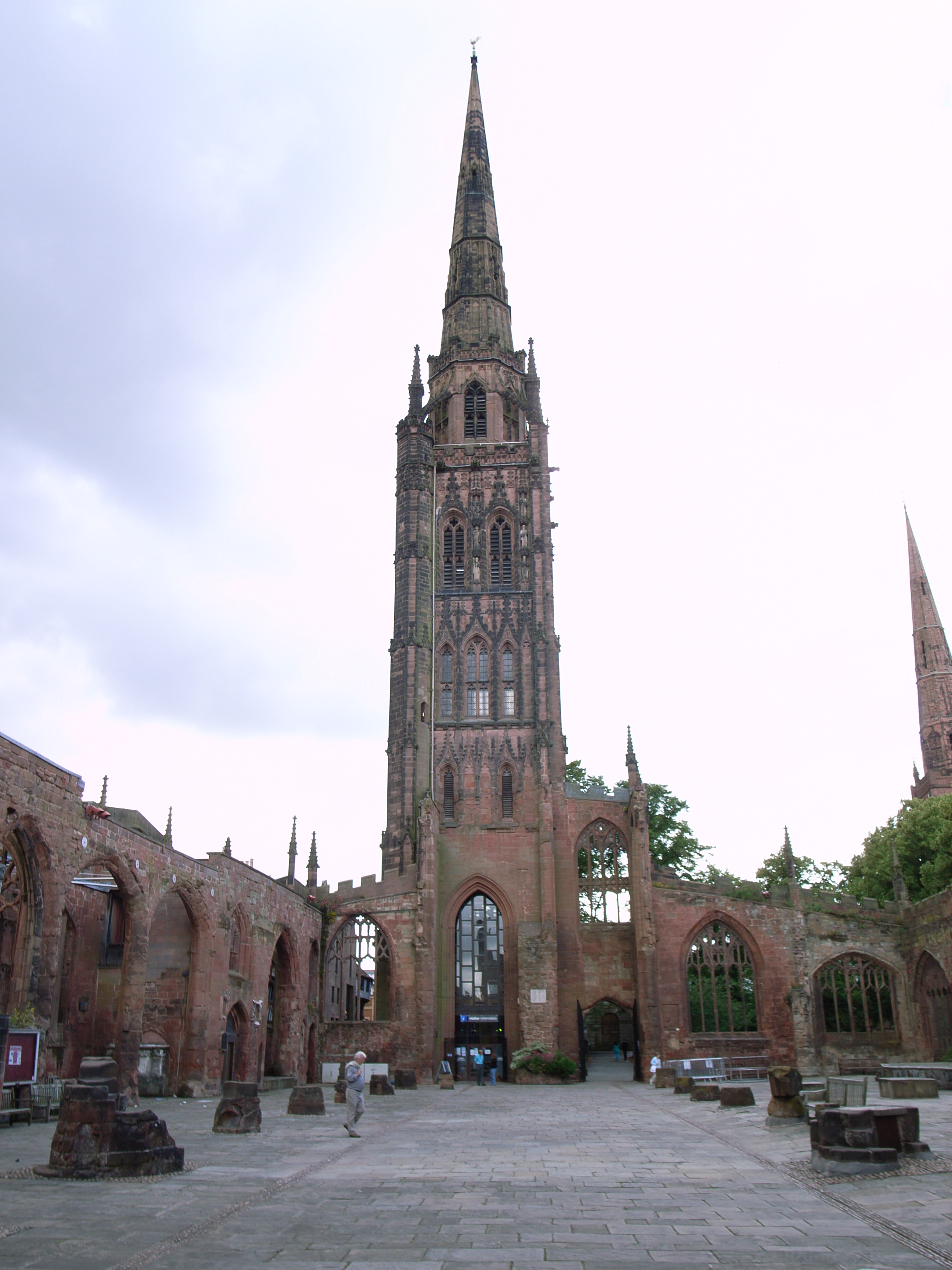
La Torre campanaria sopravvissuta, che funge da campanile
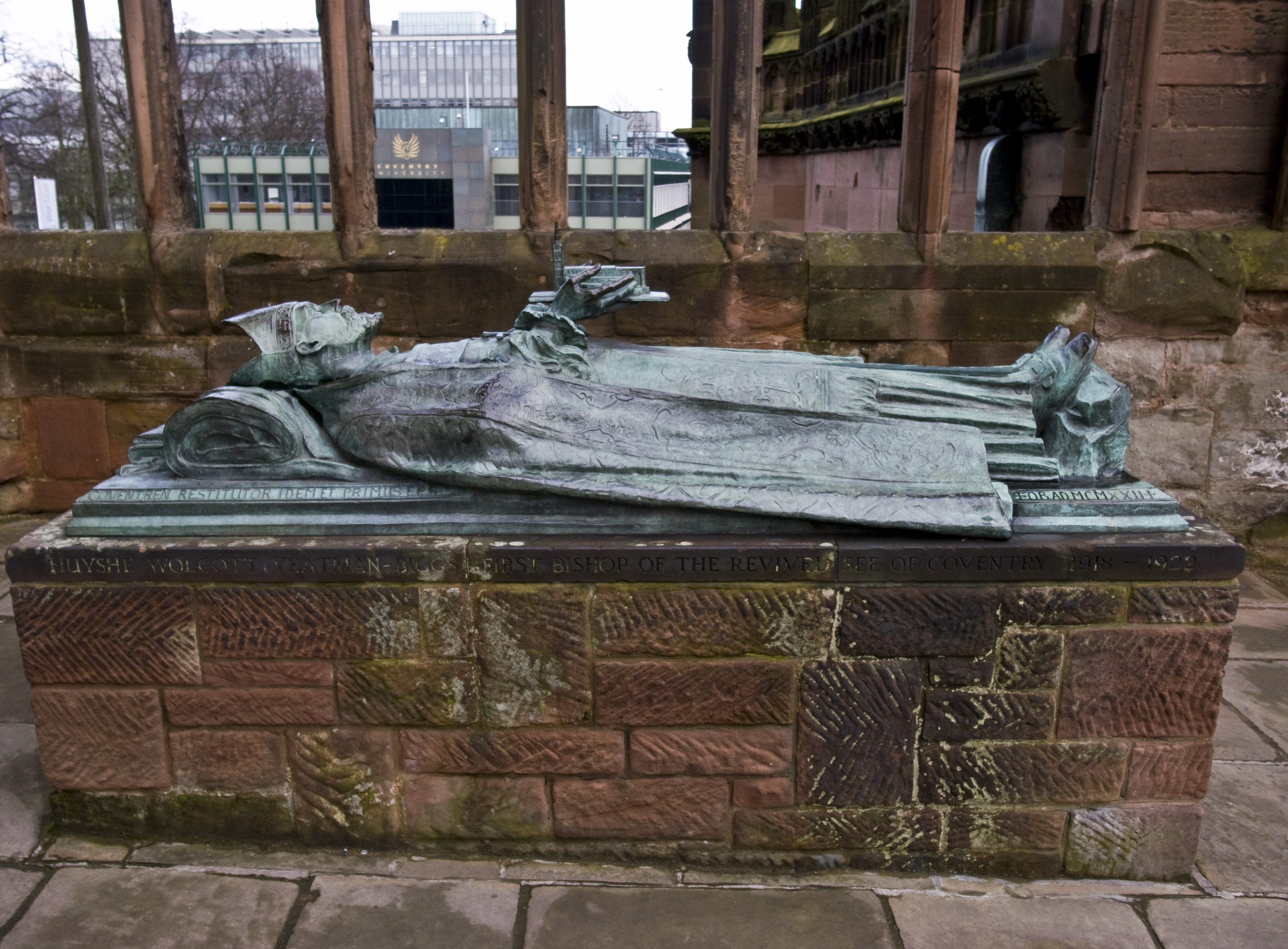
Effigie e tomba di Huyshe Yeatman - Biggs, primo vescovo di Coventry
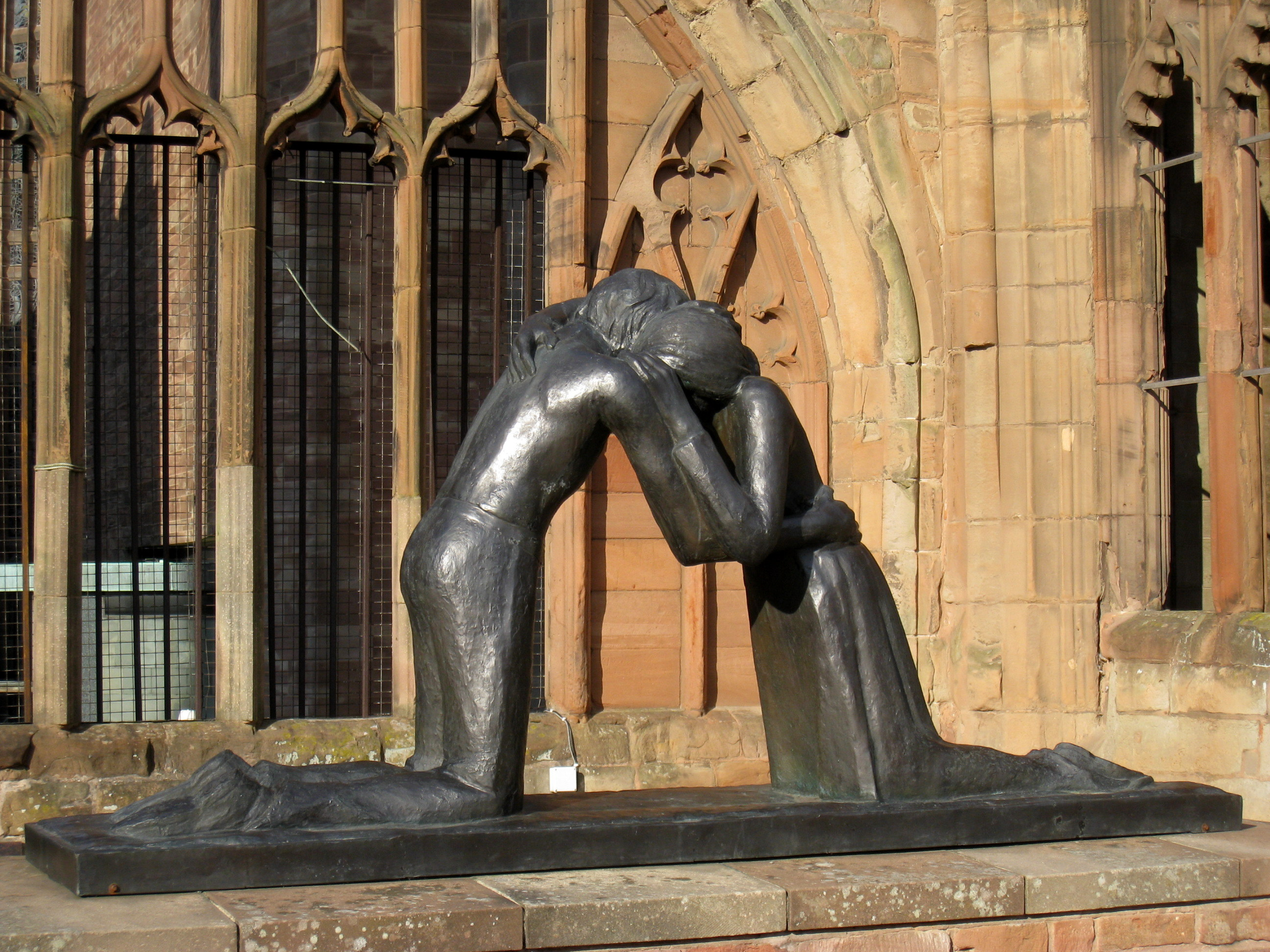
Statua di Josefina de Vasconcellos, La riconciliazione nella navata della vecchia cattedrale
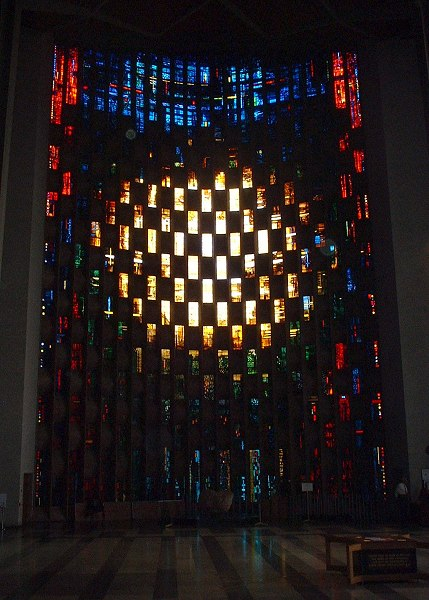
La vetrata del battistero di John Piper dall'interno della cattedrale
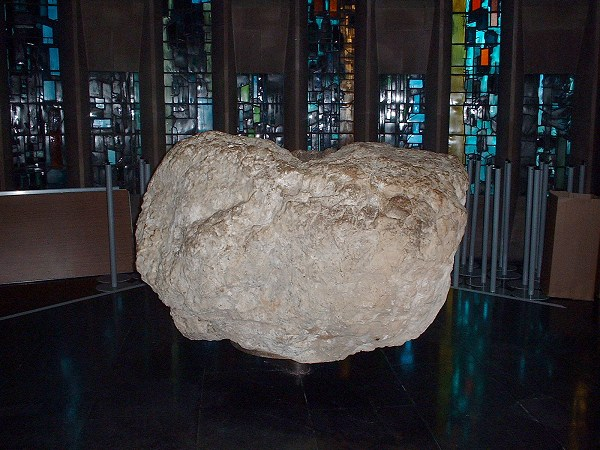
Il fonte battesimale, un masso da Betlemme
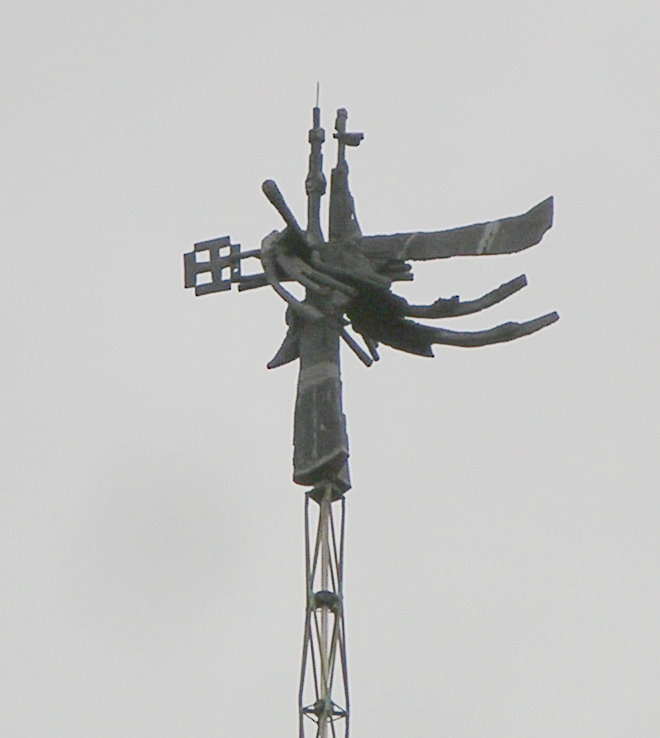
La parte superiore della guglia della nuova cattedrale
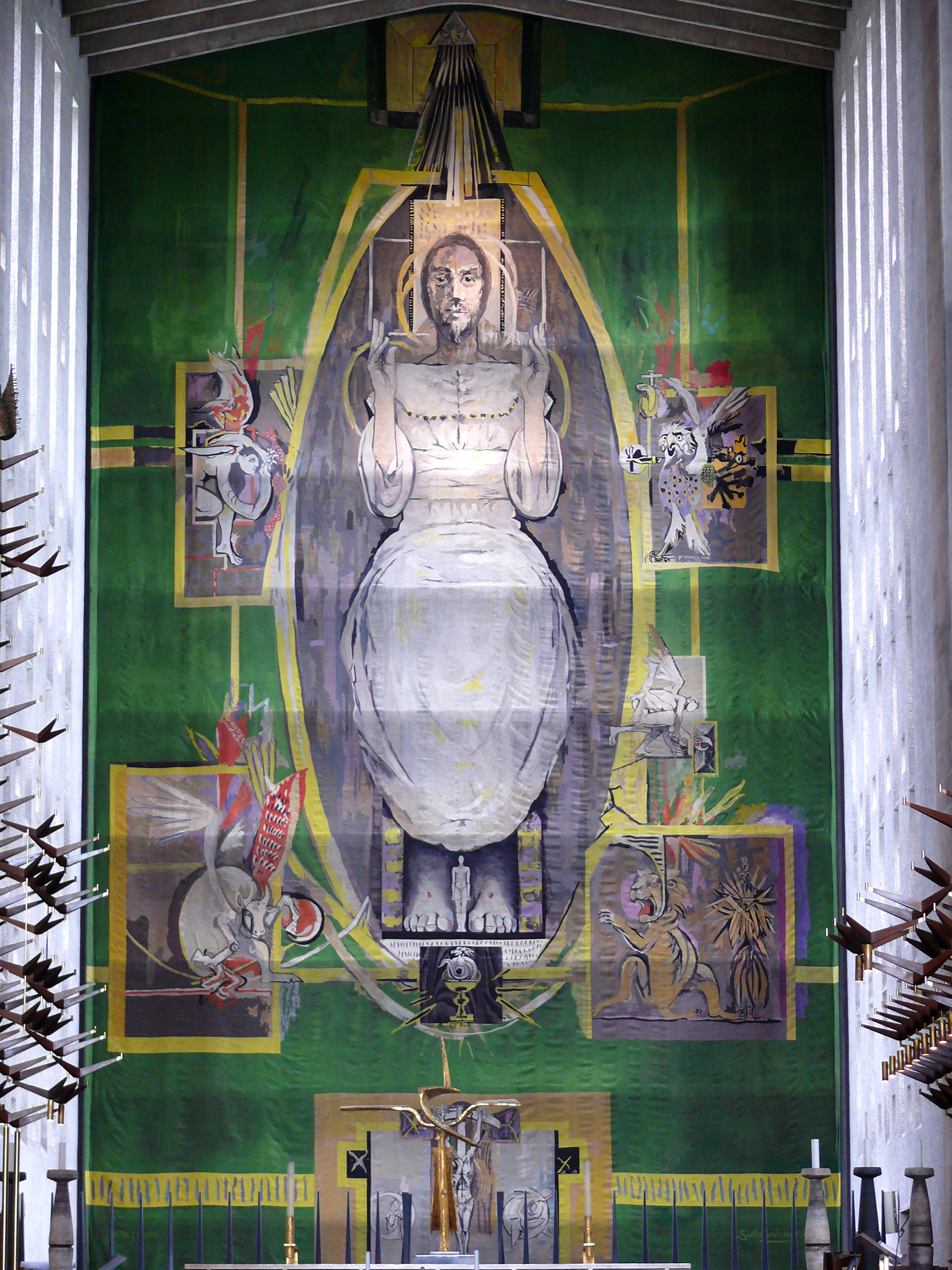
Arazzo di Graham Sutherland
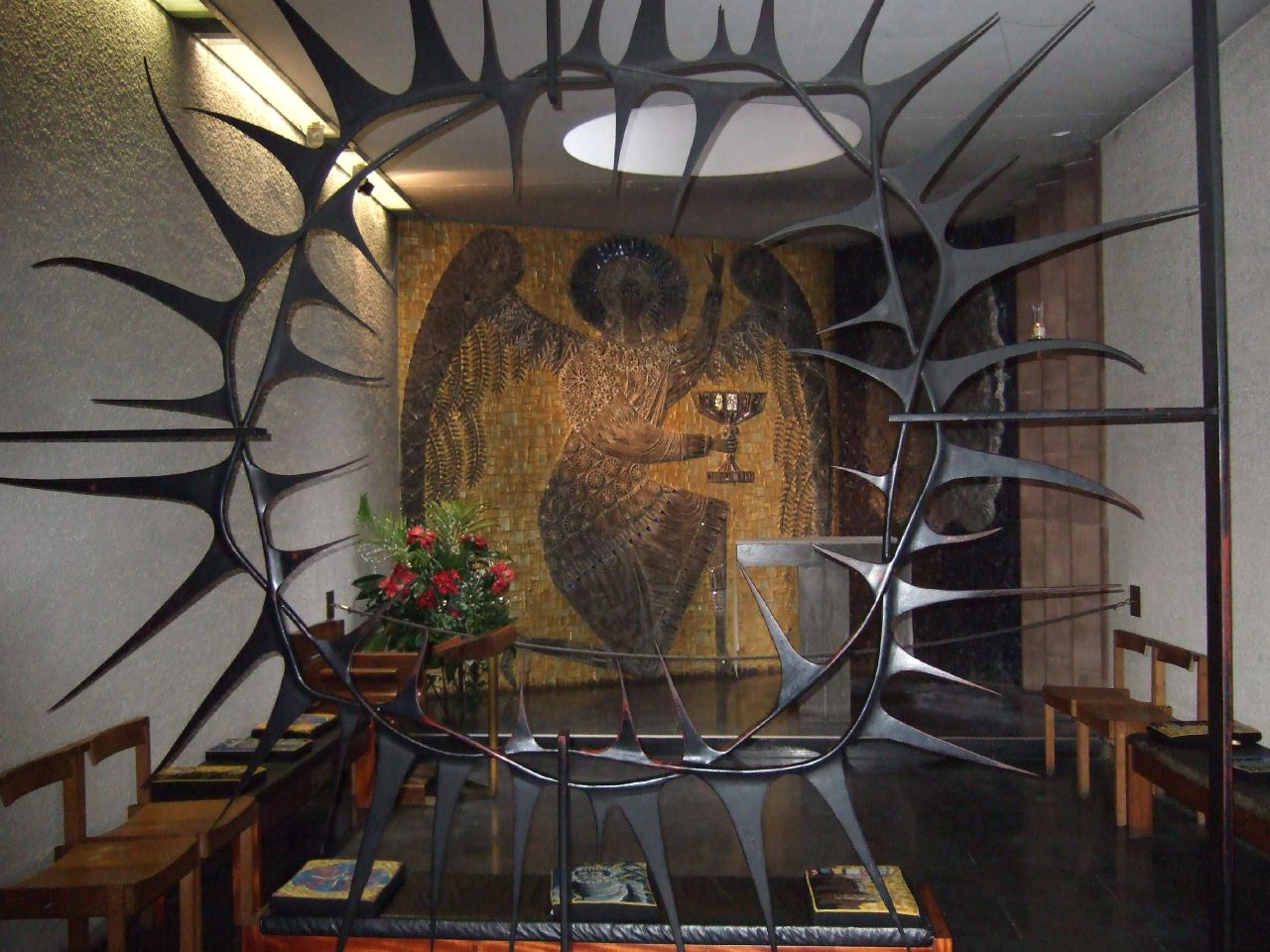
Cappella di Cristo nel Getsemani

## Nella cultura di massa
- To Say Nothing of the Dog (1997), un romanzo di Hugo premiato da Connie Willis, incentrato su uno sforzo per ricostruire la seconda cattedrale nel 2057.
- The fatts of Life (2002) di Graham Joyce ha vinto il Grand Prix de l'imaginaire e il World Fantasy Award, in seguito la vita di Martha vite e le sue sette figlie a Coventry (dove Joyce è nato) negli anni durante e subito dopo la seconda guerra mondiale.
- Nativity! (2009) sequenze finali del film sono state girate nei vecchi giardini della cattedrale.